# Thalassema brevipalpis
Thalassema brevipalpis is een lepelworm uit de familie Thalassematidae.
De wetenschappelijke naam van de soort werd in 1865 gepubliceerd door Armand de Quatrefages.